# Perit
Un perit o expert és una persona reconeguda com una font confiable d'un tema, tècnica o habilitat la capacitat de la qual per jutjar o decidir en forma correcta, justa o intel·ligent li confereix autoritat i estatus pels seus semblants o pel públic en una matèria específica. En forma més general, un expert és una persona amb un coneixement ampli o aptitud en una àrea particular del coneixement.
Els experts són requerits per donar consells sobre el seu tema d'especialització, encara que no sempre coincideixen en les seves apreciacions amb les opinions acceptades sobre certs temes específics del seu tema d'estudi. Es creu que un expert pot, gràcies al seu entrenament, educació, professió, treballs realitzats o experiència, tenir un coneixement sobre un cert tema que excedeix el nivell de coneixement d'una persona comuna, de manera tal que uns altres puguin confiar en l'opinió de l'individu en forma oficial i legal.
És temptador definir a l'expert simplement com el que coneix sobre un camp delimitat del saber. Però aquest enfocament troba ràpidament els seus límits, quan es reconeix la necessitat de diferenciar l'expert del científic o fins i tot de l'especialista. L'expert es defineix en efecte menys en si mateix, que com el vector d'una resposta a una sol·licitud de coneixement.

## Títol d'Educació Superior
A Espanya, amb el sistema educatiu previ a la Llei General d'Educació, un perit era un títol d'educació post-secundària, cursat després del Batxiller Elemental, de durada de quatre anys. Després de l'aplicació de l'esmentada llei, les persones amb aquest títol van ser assimilades a Diplomats universitaris (formació post-secundària de tres anys, impartida per les universitats), en Enginyeria, els perits van passar a assimilar-se als Enginyers Tècnics.